# Aciurina notata
Aciurina notata är en tvåvingeart som först beskrevs av Daniel William Coquillett 1899.  Aciurina notata ingår i släktet Aciurina och familjen borrflugor. Inga underarter finns listade i Catalogue of Life.